# By Jeeves
By Jeeves ist ein Musical mit Musik von Andrew Lloyd Webber und Texten von Alan Ayckbourn. Es basiert frei auf Romanen und Erzählungen von P. G. Wodehouse, bei denen als Protagonisten Bertie Wooster und sein Kammerdiener Jeeves im Vordergrund stehen. Die Uraufführung fand unter dem Titel „Jeeves“ am 22. April 1975 im Her Majesty’s Theatre in London statt. Die Regie führte ebenfalls Alan Ayckbourn.

## Hintergrund
Die erste Aufführung fand rund 2 Monate nach dem Tod von P. G. Wodehouse statt. Ob und inwiefern er an dem Projekt selber beteiligt und eingeweiht war, ist nicht klar. Die Rahmenhandlung des Musicals basiert lose auf dem Wodehouse-Roman Bertie in wilder Erwartung, denn Bertie Wooster spielt im Musical Banjo. Nach dem Roman hat er diese Leidenschaft zum Missfallen von Jeeves in den USA für sich entdeckt. Das Musical greift diese Idee grundsätzlich auf: Bertie Wooster gibt im East London Club for Unmanageable Boys ein Banjo Konzert. Da ihm wiederholt die Saiten reißen, wird Jeeves fortgeschickt um neue Saiten zu besorgen. Bertie erzählt währenddessen wie er einstmals mit drei Frauen gleichzeitig verlobt war. Dieser Teil der Handlung greift Episoden aus dem Wodehouse-Roman Alter Adel rostet nicht, einem der bekanntesten Romane von Wodehouse, der 2015 unter anderem von einem Kritikergremium zu einem der bedeutendsten britischen Romane gewählt wurde. Tatsächlich ist Bertie in diesem Roman mit zwei Frauen verlobt: mit Madeline Bassett, die ihn heiraten will, weil ihre Beziehung zu Gussie Fink-Nottle scheitert und mit Stiffy Byng, die damit ihren Vormund Sir Watkyn Bassett erpressen will, um seine Zustimmung zu ihrer Ehe mit dem mittellosen Kurat Harold Pinker zu erpressen.
Die übergroße Treue zu den handlungsreichen Romanvorlagen führte zu einer Überlänge bei der Musical-Aufführung. Beim Probedurchlauf in Bristol dauerte das Musical mehr als fünf Stunden. In der Folge wurden Figuren wie Tante Dahlia gestrichen, obwohl diese Rolle mit der bekannten Schauspielerin Betty Marsden besetzt war.
Die Londoner Erstproduktion des Musicals war einer der größten Flops von Andrew Lloyd Webber und musste bereits nach 38 Vorstellungen am 24. Mai 1975 wieder eingestellt werden. Das Stück müsste von Stil und Aufbau her eigentlich als modernes, englisches Singspiel bezeichnet werden. Auf längere Textpassagen folgen heitere operettenartige Melodien.

## Sonstiges
Das Stück wurde am 1. Mai 1996 in einer Neubearbeitung unter dem Titel „By Jeeves“ im Stephen Joseph Theatre aufgeführt. Die ursprüngliche Besetzung war dabei von 21 auf 11 Personen zusammengestrichen. Der Erfolg war so groß, dass man bald in das größere Duke of York’s Theatre in London umzog. Von dort aus zog die Show weiter in das The Lyric Theatre, London. Auch am Broadway war die Show 2001 zu sehen.

## Deutsche Übersetzung
Die deutsche Übersetzung wurde von Inge Greiffenhagen und Bettina von Leoprechting angefertigt. Die deutschsprachige Erstaufführung fand am 1. Dezember 2001 in Heilbronn statt. Es folgte eine Inszenierung der Kulturfabrik Koblenz 2003/04.

## Die Songs
1. Akt
- Wooster Will Entertain You
- Travel Hopefully
- That Was Nearly Us
- Loves Maze
- Hallo Song

2. Akt
- Entr’acte
- By Jeeves
- When Love Arrives
- What Have You Got to Say, Jeeves?
- Half a Moment
- It’s a Pig!
- Banjo Boy
- Wizard Rainbow Banjo Mix
- Playout

## Einzelbelege
1. ↑  P. G. Wodehouse: Thank you, Jeeves. Ersterscheinungsjahr 1934. Deutscher Titel: Bertie in wilder Erwartung.
2. ↑  P. G. Wodehouse: The Code of the Wooster, Ersterscheinungsjahr 1938, deutscher Titel: Alter Adel rostet nicht.
3. 1 2  Alan Ayckburn: Hintergrund zu dem Musical By Jeeves, aufgerufen am 3. Mai 2016.
4. ↑  The best British novel of all times – have international critics found it? In: The Guardian, aufgerufen am 3. Mai 2016.
5. ↑  By Jeeves, Besprechung zur 2011er Wiederaufführung in London. Erschienen im Guardian vom 21. Februar 2011, aufgerufen am 3. Mai 2016.